# Mahjong Master
Mahjong Master est un jeu vidéo de mah-jong sorti en 1996 sur Nintendo 64 uniquement au Japon. Le jeu a été développé et édité par Konami.